# Calospila urichi
Calospila urichi is een vlindersoort uit de familie van de prachtvlinders (Riodinidae), onderfamilie Riodininae.
Calospila urichi werd in 1972 beschreven door May.